# John David Carson
John David Carson, nato come John Franklin Carson (Los Angeles, 6 marzo 1952 – Las Vegas, 27 ottobre 2009), è stato un attore statunitense, noto soprattutto per le sue partecipazioni a serie TV.
Si è sposato due volte: prima dal 1976 al 1977 con la modella Vicki Morgan e dal 2006 fino alla morte con Diana Carson con cui ha avuto una figlia.

## Filmografia parziale

### Cinema
- ...E dopo le uccido (Pretty Maids All in a Row), regia di Roger Vadim (1971)
- Il giorno del delfino (The Day of the Dolphin), regia di Mike Nichols (1973)
- Il gigante della strada (Stay Hungry), regia di Bob Rafelson (1976)
- L'impero delle termiti giganti (Empire of the Ants), regia di Bert I. Gordon (1977)
- Pretty Woman, regia di Garry Marshall (1990)

### Televisione
- Pepper Anderson - Agente speciale (Police Woman) – serie TV, 1 episodio (1976)
- Barnaby Jones – serie TV, 2 episodi (1976-1977)
- La famiglia Bradford (Eight Is Enough) – serie TV, 1 episodio (1978)
- Charlie's Angels – serie TV, 2 episodi (1978-1979)
- CHiPs – serie TV, 1 episodio (1981)
- Tre cuori in affitto (Three's Company) – serie TV, 1 episodio (1983)
- La signora in giallo (Murder, She Wrote) – serie TV, episodio 2x10 (1985)
- Simon & Simon – serie TV, 1 episodio (1987)
- Falcon Crest – serie TV, 10 episodi (1987-1988)